# Ḩanaţīyeh
Ḩanaţīyeh (persiska: حنطیّه) är en ort i Iran.   Den ligger i provinsen Khuzestan, i den centrala delen av landet, 600 km söder om huvudstaden Teheran. Ḩanaţīyeh ligger 4 meter över havet och antalet invånare är 127.
Terrängen runt Ḩanaţīyeh är mycket platt. Runt Ḩanaţīyeh är det ganska tätbefolkat, med 54 invånare per kvadratkilometer. Närmaste större samhälle är Madīnāt, 14,1 km öster om Ḩanaţīyeh. Trakten runt Ḩanaţīyeh är ofruktbar med lite eller ingen växtlighet.